# Вольфганг Брайтгаупт
Вольфганг Брайтгаупт (нім. Wolfgang Breithaupt; 19 вересня 1913, Ерфурт — 24 жовтня 1942, Атлантичний океан) — німецький офіцер-підводник, капітан-лейтенант крігсмаріне. Кавалер Німецького хреста в сріблі.

## Біографія
1 квітня 1933 року вступив на флот. З жовтня 1938 року служив на легкому крейсері «Кельн». В квітні-липні 1941 року пройшов курс підводника, потім — командирську практику в 24-й флотилії. З 4 грудня 1941 року — командир підводного човна U-599. 27 серпня 1942 року вийшов у свій перший і останній похід. 24 жовтня U-599 був потоплений в Північній Атлантиці північно-західніше мису Фіністерре (46°07′ пн. ш. 17°40′ зх. д.) глибинними бомбами британського бомбардувальника «Ліберейтор». Всі 44 члени екіпажу загинули.

## Звання
- Кандидат в офіцери (1 квітня 1933)
- Морський кадет (23 вересня 1933)
- Фенріх-цур-зее (1 липня 1934)
- Оберфенріх-цур-зее (1 квітня 1936)
- Лейтенант-цур-зее (1 жовтня 1936)
- Оберлейтенант-цур-зее (1 червня 1938)
- Капітан-лейтенант (1 лютого 1941)

## Нагороди
- Медаль «За вислугу років у Вермахті» 4-го класу (4 роки)
- Залізний хрест 2-го класу (1939)
- Хрест Воєнних заслуг 2-го і 1-го класу з мечами
- Німецький хрест в сріблі (28 жовтня 1941)[2]
- Нагрудний знак флоту (28 жовтня 1941)